# Veronica mauksii
Veronica mauksii är en grobladsväxtart som beskrevs av Hulják. Veronica mauksii ingår i släktet veronikor, och familjen grobladsväxter. Inga underarter finns listade i Catalogue of Life.